# Tonight, I Celebrate My Love
《Tonight, I Celebrate My Love》是一首由Gerry Goffin和Michael Masser创作的，由Peabo Bryson和Roberta Flack合唱的歌曲，于1983年发行。

## 各大榜单排名
| 榜单名                                     | 最高排名 |
| ------------------------------------------ | -------- |
| UK Singles Chart                           | 2        |
| US Billboard Hot 100                       | 16       |
| US Billboard Hot Adult Contemporary Tracks | 4        |
| US Billboard Hot Black Singles             | 5        |

## 翻唱版本
- 加拿大唱作歌手Amy Sky在她2003年的专辑With This Kiss中翻唱了这首歌。
- 英国模特Katie Price和她当时的丈夫，流行歌手Peter Andre在2006年翻唱了这首歌，并收录在他们的专辑A Whole New World中。
- 1986年歌林唱片發行的「暢銷排行榜金曲的嘉年華會」專輯內歌曲「今夜溫柔」為此曲國語翻唱版本，填詞人為何啓弘，由徐乃麟及林宛臻合唱。
- 此曲之粵語版本《今夜》是香港歌手鄭少秋和女歌手姜蓓莉在1985年合唱，由鄭國江填詞，並收錄於鄭少秋同年推出的專輯《有求必應》內。